# Nagy-Milic
A Nagy-Milic (Nagymilic; helyileg: Milic, olykor Milics; szlovákul: Veľký Milič) hegy az Északi-középhegységben. Az országhatár itt vágja ketté az Eperjes–Tokaji-hegyláncot, amelynek hazai oldalon lévő déli része, a Zempléni-hegység ezen a ponton emelkedik a legmagasabbra (895 méterével Magyarország hegyeinek listáján a 38.). Földtörténeti szempontból a Milic-csoport romvulkán (egy szétrobbant óriási tűzhányó lepusztult maradványa), amely geológiáját tekintve a hegyvonulat északi folytatásához, a Szalánci-hegységhez tartozik. A Nagy-Milic vízválasztó és egyben néprajzi határ is, ahol a magyar és szlovák nyelvterület érintkezik.
A Füzér és Eszkáros falvak között elhelyezkedő hegy csúcsán kőoszlop áll, közvetlenül a határkő mellett, a szlovák oldalon. A korábbi kilátótorony a határsávba került. Az elhanyagolt faalkotmány az 1970-es években összedőlt és azóta sem építették újjá. A sűrű erdőkkel övezett, köves csúcsról a növényzet miatt nincsen kilátás, ellenben a szomszédos Kis-Milicen épült Károlyi-kilátóból remek panoráma nyílik. 2006-ban nappali határátlépési pontot jelöltek ki a Nagy-Milicen a gyalogos turisták számára, Magyarország és Szlovákia schengeni övezethez csatlakozását követően az államhatár szabadon átjárhatóvá vált.
A csúcs két ország határán fekszik, és tiszta időben akár a két másik szomszédos országra is rálátni: A Kárpátok ukrajnai vonulataira, valamint a Románia területén fekvő Gutin-hegységre is.
Nagy-Milicről, az Országos Kéktúra egykori keleti végpontjáról indult el 1979-ben a Másfélmillió lépés Magyarországon című televíziós sorozat forgatócsoportja, hogy Rockenbauer Pál vezetésével végig járják a Országos Kéktúra útvonalát.